# 13. hercegovska brigada (NOVJ)
Za druge 13. brigade glejte 13. brigada.
13. hercegovska brigada (srbohrvaško 13. hercegovačka brigada) je bila brigada v sestavi Narodnoosvobodilne vojske in partizanskih odredov Jugoslavije in ki je delovala med drugo svetovno vojno na področju Kraljevine Jugoslavije.

## Organizacija
- štab
- 3x bataljon